# Agenbachsiedlung
Die Agenbachsiedlung ist eine Ortslage im Südöstlichen Mittelgebirge unweit Innsbruck in Tirol und gehört zur Gemeinde Ampass im Bezirk Innsbruck-Land.

## Geographie

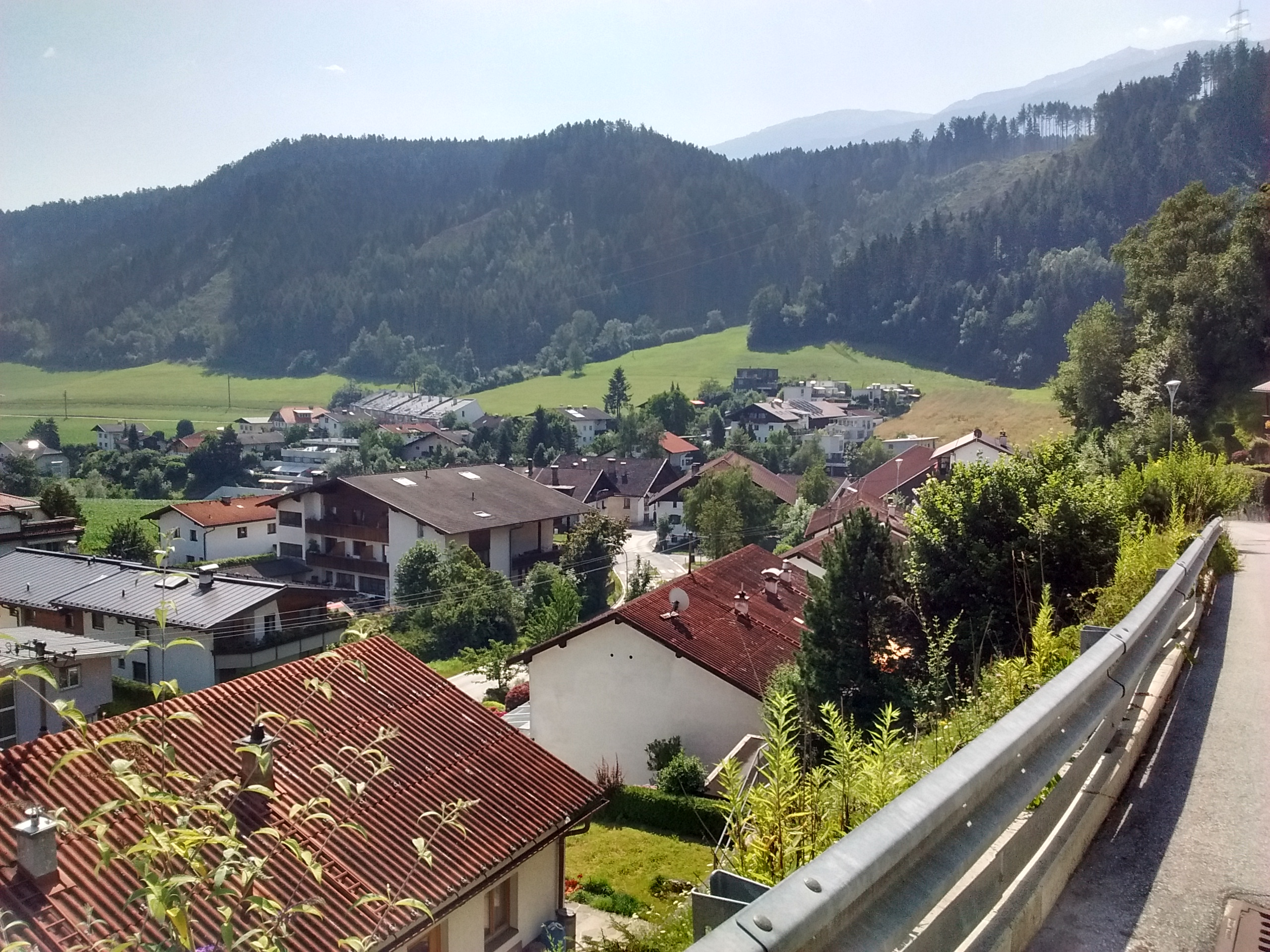
Adressbereich Agenbachsiedlung rechts, getrennt von Ampasser Straße in der Mitte. Im Hintergrund Gröbental

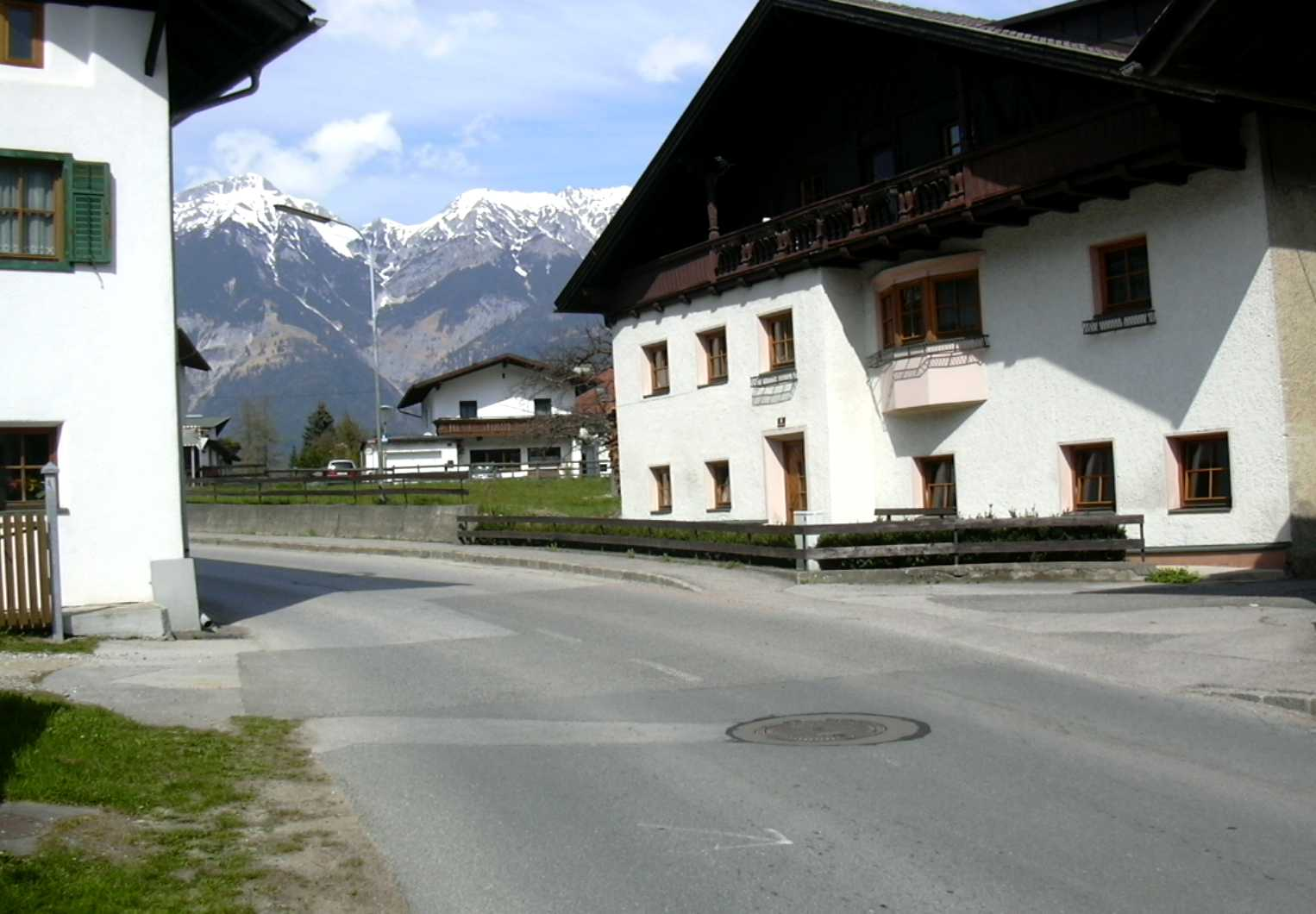
Ursprüngliche Gehöfte Agenbach an L283

Die Siedlung befindet sich südöstlich von Innsbruck, direkt östlich vom Ortskern von Ampass, oberhalb des Inn. Sie liegt auf einer Höhe um die 610 m ü. A.
Die Ortslage umfasst den Gutteil des Ortes Ampass. Der eigentliche Adressbereich Agenbachsiedlung, welcher am östlichen Hang des Mensplateau liegt, ist aber nur ein Teil davon. Weitere dazugehörige Straßen sind der Winkelweg, Gartenweg, Feilsweg, Mühlenweg, Gröbentalweg und der Anfang der Römerstraße. Letztere verbindet Agenbach auch mit dem Dorfkern im Westen.
Hier mündet der Gröbentalbach aus dem kleinen Gröbental in den Herztalbach von Ampass her und die Ampasser Straße (L283), fließt hier in die L38.
|                                      | Industriezone Hall-Thaur (Gem. Thaur, Hall i.T.) Inn |         |
| Egerdach (St. Innsbruck) Ampass Dorf | Kompassrose, die auf Nachbargemeinden zeigt          | Häusern |
|                                      |                                                      |         |

## Geschichte, Kultur und Infrastruktur
Der bewaldete Rücken vom Ampasser Kirchbühel her ist eine gut ausgebildete Seitenmoräne der Einmündung des Wipptalgletschers in den Inn-Gletscher.
Agenbach war ursprünglich der Name des kleinen Gehöfts, das an der Straße von Häusern herauf nach Ampass liegt. Ersturkundlich wird dieses Gut bereits um 1147/50 als „in Intal in Ampach iuxta fluvium Enum“ in Aufzeichnungen des Klosters Admont genannt.
Diese Römerstraße (L 38 Ellbögener Straße) ist wohl tatsächlich eine, ein Nebenweg der Brennerstraße aus dem Wipptal über Lans – Aldrans direkt nach Hall (Salzstraße). Auf der Terrassenflur unterhalb (Im Winkel), zwischen Mensboden und Sonnenbichl, konnten antike Streufunde aufgesammelt werden: Ampass wie der Sonnenbühel sind als vorrömischer und römischer Siedlungsraum gesichert. Es handelt sich um Kleinfunde aus Bronze und Gold, teils Spätlatènezeit, teils frühe und mittlere Kaiserzeit, darunter Fibeln.
Die Bauern – Seppeler (Römerstraße 4), Schöberl (Römerstraße 5), Peterer (Römerstraße 7) und der Hof Römerstraße 6 – sind als charakteristische Einhöfe im Tiroler Kunstkataster vermerkt, ebenso der Marienbrunnen und der Dorfbrunnen.
Der eigentliche Adressbereich Agenbachsiedlung umfasst gut 30 Häuser und entstand im Anfang der 1960er Jahre.

## Nachweise
- 70303 – Ampass. Gemeindedaten der Statistik Austria

1. ↑  Heimo Schier: Beitrag zur Quartärgeologie des Inntales zwischen Aldrans und Ampass. In: Geo.Alp, Vol. 9, 2012, insb. Abbildung 2: Seitenmoräne nördlich der Agenbachsiedlung der Gemeinde Ampass, S. 76 (ganzer Artikel S. 74–81, pdf, uibk.ac.at, dort S. 3).
2. ↑  Dritte Landesaufnahme 1864/1887, Layer in TIRIS: Historische Kartenwerke Tirol; Luftbildaufnahme Innsbruck 1940 in Laser- & Luftbildatlas Tirol (Memento des Originals vom 13. April 2019 im Internet Archive)  Info: Der Archivlink wurde automatisch eingesetzt und noch nicht geprüft. Bitte prüfe Original- und Archivlink gemäß Anleitung und entferne dann diesen Hinweis.
3. ↑  Martin Bitschnau, Hannes Obermair: Tiroler Urkundenbuch, II. Abteilung: Die Urkunden zur Geschichte des Inn-, Eisack- und Pustertals. Band 2: 1140–1200. Universitätsverlag Wagner, Innsbruck 2012, ISBN 978-3-7030-0485-8, S. 51–52, Nr. 430.
4. ↑  Dorothea Mair: Grenzgebiet und Zentrum: Eine Zusammenschau ausgewählter Funde von der römischen Kaiserzeit bis in das frühe Mittelalter sowie Auszüge aus den Grabungen am Widumfeld der Jahre 1999 und 2000. Fundtopographie KG Ampass (Online-Artikel auf uibk.ac.at); zum Artikel Grenzgebiet und Zentrum: Funde von der römischen Kaiserzeit bis in das frühe Mittelalter. In: Gerald Grabherr, Barbara Kainrath (Hrsg.): Archäologische Topographie der Siedlungskammer Ampass (= Innsbrucker klassisch-archäologische Universitätsschriften 4). Innsbruck 2009, S. 245–500.